# Satoshi Tajiri
Satoshi Tajiri (Japans: 田尻智;Tajiri Satoshi) (Machida, 28 augustus 1965) is de bedenker en maker van Pokémon.

## Biografie

### Jeugd
Satoshi werd geboren in een stad nabij Tokio. Hij was gefascineerd door insecten en verzamelde ze dan ook tijdens zijn onderzoeksuitstapjes in de bossen. Hij wisselde die dan uit met zijn vrienden. Zijn vrienden vingen voornamelijk kevers, maar Satoshi ging verder en ontwikkelde verschillende methodes om insecten te vangen. Buiten zijn belangstelling voor insecten was hij ook erg gefascineerd door videogames. Tijdens zijn studentenjaren was hij gametester voor verschillende magazines.

### Game Freak
In 1982 besloot hij samen met zijn vrienden een eigen magazine op te richten; Game Freak, speciaal gericht op videogames en comicbooks. De bedoeling was ook veel meer tips en 'cheatcodes' (vals-speelcodes) te publiceren. Dit magazine had in korte tijd veel succes. Na het succes met hun magazine wilden de werknemers van Game freak ook zelf videogames ontwikkelen. Ze gingen bijgevolg bij Nintendo werken. De Games van haar eigen werk niet gerelateerd aan Pokemon zijn PulseMan 1994 voor Sega Mega Drive en Drill Dozer 2005 voor de GameBoy Advance.

## Pokémon
Toen in 1991 de Gameboy uitkwam, kreeg hij nieuwe ideeën dankzij de linkkabeltechnologie van de Gameboy. Samen met Shigeru Miyamoto ontwikkelden ze een nieuwe technologie voor de linkkabel. Hij bedacht insecten die uitgewisseld werden via de linkkabel, die dan zouden evolueren in nieuwe en betere Pokémon. Het was vooral van belang dat de Pokémon niet gewelddadig waren: wanneer ze een gevecht verliezen, gaan ze niet dood, maar worden ze tijdelijk uitgeschakeld.
De producers van Nintendo waren in het begin niet al te enthousiast met dit nieuwe idee, maar ze waagden toch hun kans en Satoshi werkte ten slotte zes jaar aan Pokémon. Verder werkte hij samen met Shigeru Miyamoto het spel verder uit. Shigeru Miyamoto is de geestelijk vader van onder meer: Mario, Donkey Kong, The legend of Zelda en Pikmin.
Als een eerbetoon aan zichzelf hebben ze Ash Ketchum bij zijn Japanse naam Satoshi genoemd en Gary Oak Shigeru. Een andere vriend van Satoshi, die ook in het gamefreakteam zat is Ken Sugimori. Deze man heeft alle Pokémon getekend.